# 王润滋
王润滋（1946年—2002年），男，山东文登人，中国作家，曾任中国作家协会理事，山东省作家协会副主席。